# 尹海重
尹海重（： Yun Hai-jung、1945年5月2日—），韓國前外交官，全羅南道咸平郡人，歷任駐台北代表部代表、駐日本大使館公使、駐上海總領事等職。